# East Lynne (Missouri)
East Lynne is een plaats (city) in de Amerikaanse staat Missouri en valt bestuurlijk gezien onder Cass County.

## Demografie
Bij de volkstelling in 2000 werd het aantal inwoners vastgesteld op 300.
In 2006 is het aantal inwoners door het United States Census Bureau geschat op 307, een stijging van 7 (2,3%).

## Geografie
Volgens het United States Census Bureau beslaat de plaats een oppervlakte van
0,7 km², geheel bestaande uit land. East Lynne ligt op ongeveer 264 m boven zeeniveau.

## Plaatsen in de nabije omgeving
De onderstaande figuur toont nabijgelegen plaatsen in een straal van 16 km rond East Lynne.